# Занки (станція)
Занки — пасажирська станція Ізюмського напрямку. Вузлова станція. Розташована між платформами Будинок Відпочинку, Слобожанська та 7 км у селі Занки Зміївського району. На станції зупиняться усі приміські потяги Ізюмського напрямку. Станція відноситься до Харківської дирекції Південної залізниці.
Відстань до станції Харків-Основа — 42 км..